# The Butterfly Returns
The Butterfly Returns – trwająca rezydencja koncertowa amerykańskiej piosenkarki i autorki tekstów piosenek, Mariah Carey, której pierwsza tura rozpoczęła się 5 lipca 2018 roku i potrwa do 15 lipca, natomiast druga – od 31 sierpnia do 10 września. Wszystkie koncerty odbywają się w teatrze Caesars Palace w Las Vegas, gdzie też Carey miała przyjemność występować od 2015 do 2017 roku podczas trasy #1 to Infinity.

## Tło
W poniedziałek, 30 kwietnia 2018 roku wokalistka potwierdziła na swoim koncie w serwisie Twitter wszystko na temat rezydencji.

## Setlista
AKT PIERWSZY
1. "Fly Away (Butterfly Reprise)" (intro)
2. "Honey"
3. "Shake It Off"
4. "Make It Happen"

AKT DRUGI
1. "Fantasy" (Bad Boy Remix)
2. "Always Be My Baby"
3. "Vision of Love"
4. "Emotions"

AKT TRZECI
1. "#Beautiful"
2. "I'll Be There"
3. "One Sweet Day"
4. "Can’t Let Go"
5. "Can't Take That Away (Mariah's Theme)"
6. "My All"

AKT CZWARTY
1. "It's Like That"
2. "Love Hangover"/"Heartbreaker" (Diva Remix)
3. "Touch My Body"
4. "We Belong Together"

BIS
1. "Hero"
2. "Butterfly Reprise" (Outro)

## Koncerty
- PIERWSZA TURA: 5 lipca 2018 — 15 lipca 2018
- DRUGA TURA: 31 sierpnia 2018 — 10 września 2018